# Diecezja Tagum
Diecezja  Tagum, diecezja rzymskokatolicka na Filipinach. Powstała w 1962 jako prałatura terytorialna. Podniesiona w 1980 do rangi diecezji.

## Lista biskupów
- Joseph William Regan, M.M. † (1962 -  1980 )
- Pedro Rosales Dean (1980 - 1985 )
- Wilfredo Manlapaz (1986 - 2018)
- Medil Aseo (od 2018)